# Chen Ran
Chen Ran (Pekín, 1962) es una escritora china. Representante de las vanguardias, la mayoría de sus obras, novelas y noticias, aparecieron en los años 90 y a menudo tratan del feminismo chino.
Las historias de Chen Ran han recibido gran atención por parte de críticas femeninas, así como editoriales en general del mercado cultural de los noventa. Los críticos feministas chinos alaban la conciencia de género de su obra y la introducción en la literatura de la experiencia femenina privada, incluyendo el amor lésbico (o afecto, como Ran prefiere llamarlo), el complejo de Electra, y las relaciones madre-hija.

## Publicaciones
- Paguemos el pato por el pasado (與往事乾杯; Yǔ wǎngshì gānbēi), 2001.
- Anécdota potencial (qianxing yishi).
- De pie, sola, de cara a la corriente de aire (zhan zai wu ren de fengkou).
- La bruja y la puerta de sus sueños (wu nü yu ta de meng zhong zhi men).
- La casa troglodita (kongdong zhi tuo).
- Nueve meses sin salir para la mujer calva  (tutou nü zou bu chu lai de jiu yue).
- Nacimiento de un hombre hueco (kong xin ren de dansheng).
- Vida privada (私人生活; Sīrén shēnghuó), 1996.[3]